# Резолюция Совета Безопасности ООН 2062
Резолюция Совета Безопасности ООН 2062 — резолюция, принятая 26 июля 2012 года. Резолюция касалась ситуации в Кот-д’Ивуаре и продлил мандат Миссии Организации Объединенных Наций в Кот-д’Ивуаре  до июля 2013 года.

## Предыстория
В 2002 году в Кот-д'Ивуаре разразилась гражданская война между правительством христианского юга и повстанцами на мусульманском севере страны. В 2003 году переговоры привели к формированию правительства национального единства, в котором присутствовали войска Франции и ООН. В 2004 году повстанцы отказались от доверия к правительству и снова взялись за оружие. Эти «Новые силы» контролировали в основном север страны.
После президентских выборов в конце 2010 года беспорядки снова вспыхнули, когда действующий президент Лоран Гбагбо отказался уйти в отставку, несмотря на международно-признанную победу Алассана Уаттары.

## Содержание

### Наблюдения
Мир и стабильность в Кот-д'Ивуаре достигли прогресса, особенно в Абиджане. Было обращено внимание на инициативы президента Алассана Уаттары по достижению стабильности, примирения и восстановления экономики в стране.
Выборы состоялись 25 апреля 2012 года, на которых было сформировано новое Национальное собрание. Это был важный шаг в восстановлении конституционного порядка и демократии.
Разоружение, демобилизация и реинтеграция и реформа армии и полиции по-прежнему оставались серьезными проблемами, особенно в западной части Кот-д'Ивуара, равно как и оборот оружия. Положительным моментом было возвращение большинства беженцев.
Международный уголовный суд начал расследование военных преступлений и преступлений против человечности, совершенных в Кот-д'Ивуаре с 28 ноября 2010 года. Расширено расследование преступлений с 19 сентября 2002 года.

### Действия
Мандат миротворцев ОООНКИ и полномочия французских сил поддержки были продлены до 31 июля 2013 года. Защита населения оставалась приоритетом. Кроме того, миссия должна была еще больше помочь Кот-д'Ивуаре с разоружением боевиков и реформой сектора безопасности.
Миротворческие силы также были сокращены на один батальон. В настоящее время военный компонент насчитывает 8 645 военнослужащих и 192 наблюдателя. Полицейский компонент остался прежним: 1555 военнослужащих и восемь таможенников.
Правительство Кот-д’Ивуара призвали как можно скорее привлечь к ответственности нарушителей прав человека, особенно после выборов.

## Голосование
| За (15) | Воздержались (0) | Против (0) |
| --- | ---------------- | ---------- |
| - Великобритания - Китай - Россия - США - Франция - Азербайджан - Германия - Гуам - Индия - Колумбия - Марокко - Пакистан - Португалия - Того - ЮАР |                  |            |